# Mørk kongelys
Mørk kongelys (Verbascum nigrum) er en op til en meter høj urt, der i Danmark vokser eksempelvis langs veje og på skrænter. Den danner først en bladroset og derfra skyder den høje stængel op med de mange, gule blomster. Arten er tørketålende og bruges en del i havens tørkeprægede bede.
Til forskel fra de to andre vildtvoksende Kongelys-arter, er bladene mørkegrønne og glatte på oversiden. Plantens frøspredning er meget effektiv, hvad der kan gøre arten til et plagsomt ukrudt.

## Beskrivelse
Mørk kongelys er en flerårig, urteagtig plante med en opret og stiv vækst. Planten danner en grundstillet bladroset, og derfra skyder stænglen til vejrs. Den er firkantet i tværsnit, svagt rødfarvet og næsten hårløs. Bladene sidder spredtstillet, og mens de grundstillede blade og de nederste stængelblade er ægformede, så er de øvrige stængelblade elliptiske. Alle blade har bugtet-tandet rand, mørkegrøn og næsten blank overside, men lyst grågrøn og håret underside.
Blomstringen foregår i juli-august, hvor man ser blomsterne samlet i en endestillet stand på den enlige stængel. De enkelte blomster er 5-tallige og svagt uregelmæssige med gule kronblade og violette støvdragere. Frugterne er kapsler med mange frø.
Rodsystemet består af en kraftig og dybtgående pælerod, der har mange siderødder.
Højde x bredde og årlig tilvækst: 1,00 x 0,25 m (100 x 25 cm/år).

## Hjemsted
Mørk kongelys har sin naturlige udbredelse i Sibirien og det meste af Europa. I Danmark er den almindelig over det meste af landet, men sjælden i Vestjylland. Arten er knyttet til lysåbne eller let skyggede voksesteder med en jord, der er let fugtig til tør og rig på humus, kalk og næringsstoffer. Derfor findes den oftest på udyrkede arealer, skrænter og overdrev.
I de varmeprægede egeskove ved Zdrojowa Góra i nationalparken Puszcza Kampinoska vest for Warszawa, findes arten sammen med bl.a. svalerod, forskelligbladet svingel, grenet edderkopurt, kranslilje, melittis, storblomstret fingerbøl og vortebirk
| Portal | Portal:Botanik |

## Fodnoter
1. ↑  Marek Ferchmin: The vegetation of dunes and swamps in Puszcza Kampinoska Arkiveret 4. marts 2016 hos  Wayback Machine (engelsk)